# Joachim wśród pasterzy
Joachim wśród pasterzy – fresk autorstwa Giotto di Bondone namalowany ok. 1305 roku dla kaplicy Scrovegnich w Padwie.
Jeden z 40 fresków namalowanych przez Giotta w kaplicy Scrovegnich należący do cyklu scen przedstawiających życie Joachima i Anny, rodziców Marii oraz Chrystusa. Historia rodziców Mari i jej samej pochodziła głównie z trzynastowiecznej Złotej legendy autorstwa Jakuba de Voragine'a oraz z Protoewangelii Jakuba z II wieku.
Pobyt Joachima wśród pasterzy na pustynie jest kontynuacją wydarzeń wygnania go ze świątyni (Wypędzenie Joachima z świątyni). Źródłem opowieści jest Protoewangelia Jakuba: 

 I rozbił tam (na pustyni) swój namiot, i pościł czterdzieści dni i czterdzieści nocy, i mówił do siebie Joachim: "Nie zstąpię z góry ani aby jeść, ani aby pić, póki nie spojrzy na mnie Pan, Bóg mój i będzie mi modlitwa pokarmem i napojem". ((ProtEwJk 1 13-14)

Giotto przedstawił Joachima zgarbionego z pochyloną głową. Według legendy zamartwiał się on i czekał na znak od Boga. Jego wzrok skierowany jest ku ziemi, gdzie artysta umieścił małego psa. Zwierzę cieszy się na spotkanie Joachima, ma zadarty łeb do góry i macha ogonem. Kontrast dwóch nastrojów, smutku i radości można odczytać jako zapowiedź przyszłej dobrej nowiny. Przed Joachimem stoją dwaj pasterze, którzy wymownie spoglądają na siebie. Wiedzą co trapi ich pana. Za nimi z szopy wychodzi w nieładzie stado baranów. Tłem dla sceny jest górski krajobraz.